# TRIAS 25

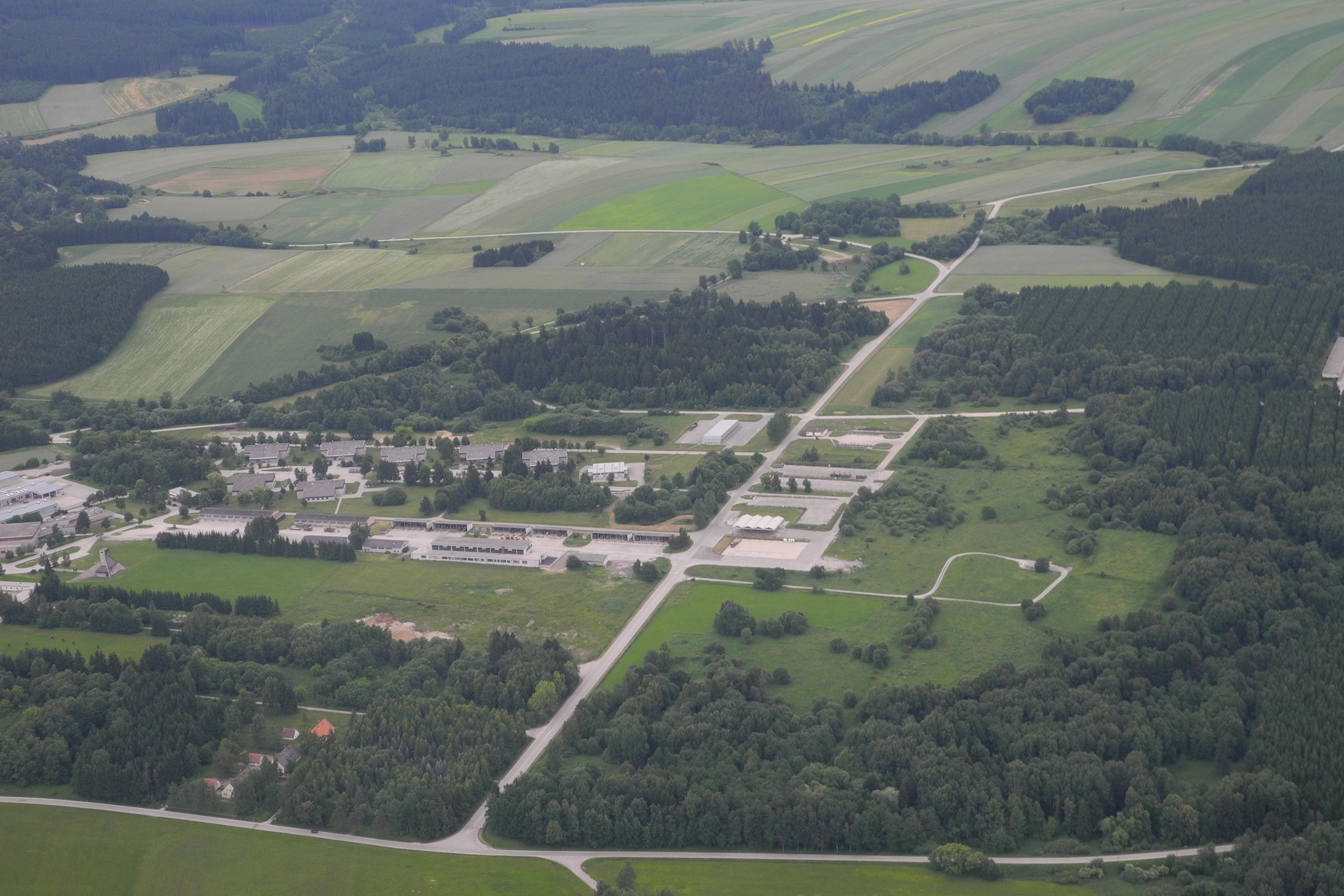
Truppenübungsplatz Allentsteig

TRIAS 25 (Truppenübung im Ausland 25) ist ein Übung der Schweizer Armee in Allentsteig (Österreich). Bei den Truppenübungen im April und Mai 2025 sollen rund 850 Milizangehörige vor allem aus der Mechanisierten Brigade 11 (Mech Br 11) ihren WK freiwillig im Ausland leisten. Die Übung soll gemeinsam mit deutschen und österreichischen Einheiten stattfinden.

## Hintergrund
Da es in der Schweiz an einem ausreichend grossen Übungsgelände fehlt, plante die Armee eine vierwöchige Übung vom 14. April bis 9. Mai 2025 auf dem Truppenübungsplatz Allentsteig (auch «TÜPL» genannt). Dieser Truppenübungsplatz des Bundesheeres, 600 Kilometer von der Schweizer Grenze entfernt, ist etwa sechs Mal grösser als die Gefechtsausbildungszentren (GAZ Ost und GAZ West) der Schweizer Armee. Im grossangelegten Terrain soll der Kampf der verbundenen Waffen bis Stufe Brigade im offenen wie auch im überbauten Gelände geübt werden.
Zudem soll ebenfalls die Interoperabilität der Schweizer Armee mit deutschen und österreichischen Partnern getestet werden. Die Partnerkräfte werden in Blue- und Red-Forces eingebettet, gemischt nach taktischen Prinzipien, nicht nach Nationalität. So entstehen realistische Szenarien. Dass dabei NATO-Standards ins Spiel kommen – etwa bei Schiessnormen –, dient einem technischen Vergleich.
Die Schweizer Armee trainierte bereits 1988 (Artillerie), 1992 (Panzerjäger) und 1996 (mechanisierte Füsilierbataillone in der Übung «Mobility 96») auf dem Truppenübungsplatz Allentsteig.